# Kazimierz Buda
Kazimierz Buda est un footballeur polonais né le 3 mai 1960 à Mielec.

## Carrière
- 1976-1983 : Stal Mielec ( Pologne)
- 1983-1988 : KP Legia Varsovie ( Pologne)
- 1988-1990 : Royal Boussu Dour Borinage ( Belgique)
- 1990-1994 : Vaasan Palloseura ( Finlande)
- 1994-1995 : Pogoń Grodzisk ( Pologne)
- 1994-1995 : Vaasan Palloseura ( Finlande)
- 1996 : Euran Pallo ( Finlande)
- 1997-2001 : Dolcan Ząbki

## Palmarès
- Coupe de Pologne de football : 1989